# Trankær (Sydslesvig)
Trankær (på tysk Trankjer eller Wald südlich Holzkoppel) er en omtrent 22 ha stor skov beliggende i et let kuperet morænelandskab sydøst for Nisvrå i det nordøstlige Angel i Sydslesvig. I administrativ henseende strækker sig skoven over både Eskeris og Stangled kommuner i Slesvig-Flensborg kreds i den nordtyske delstat Slesvig-Holsten. I den danske tid hørte skoven under Eskeris Sogn (Esgrus Sogn) i Ny Herred (Flensborg Amt). I 2014 blev skoven på vegne af det slesvig-holstenske miljøministerium udpeget som habitatområde under det fælleseuropæiske Natura 2000-projekt. Mod nord fortsætter skoven som Skovkobbel (Holzkoppel), habitatområdet fik på tysk navnet Skov syd for Skovkobbel. Trankær Skov består overvejende af bøgeskov (omtrent 90 %) på muldbund. Skoven var som bondeskov tilknyttet omegnens gårde, nu er målet at sikre en mere varieret og stabil skov til gavn for både biodiversitet og landskabelige forhold. Der er tre gravhøje i området. Skoven krydses af Løgtoft Mølleå (Lüchtofter Mühlenau).
Skovens navn er første gang dokumenteret 1690. Navnet henføres til fuglenavnet trane (oldnordisk trana) og et -kær. Skovkobbel med tilhørende gård er allerede første gang dokumenteret 1620. Trankær Skov er omgivet af Stavsmark i vest, Rørmose og Løgtoft i nord, Tranbøl i øst, godset Runtoft og Bojum i syd og Berrishave i sydvest.